# 176-та стрілецька дивізія (СРСР)
176-та стрілецька дивізія (176 сд) (рос. 176-я стрелковая дивизия) — військове з'єднання, стрілецька дивізія сухопутних військ Червоної армії, що існувала з 1939 до 1945 року. 176-та стрілецька дивізія формувалася у складі Червоної армії двічі. Брала участь у вторгненні до Польщі та в німецько-радянській війні.

## Історія з'єднання

### 1-ше формування

#### Радянське вторгнення до Польщі
176-та стрілецька дивізія 1-го формування сформовано у вересні 1939 року шляхом розгортання 123-го стрілецького полку 41-ї стрілецької дивізії Одеського військового округу у місті Нікополь. Кадровий склад становив 30 % дивізії, решта — мобілізовані резервісти. Командиром дивізії став комбриг Дмитро Аверін. 28 вересня новосформована дивізія була передислокована до Старокостянтинова і увійшла до резерву Українського фронту, готуючись до радянського вторгнення до Польщі у складі 36-го стрілецького корпусу. Втім, дивізія безпосередньої участі у вторгненні не брала і наприкінці жовтня повернулася до Нікополя, де демобілізувала резервістів.

#### Приєднання Бессарабії та Північної Буковини до СРСР
У другій половині червня 1940 року в контексті до запланованого вторгнення Радянського Союзу до Бессарабії та Північної Буковини був розгорнутий Південний фронт. За директивою фронту управління 35-го ск, 37-го ск і 7-го ск, 173-тя, 176-та, 30-та, 164-та, 51-ша, 95-та, 147-ма, 150-та стрілецькі дивізії і 15-та моторизована дивізія; 21-ша легкотанкова бригада, 522-й, 110-й, 320-й, 124-й, 430-й, 439-й артполки і 317-ї артдивізіон РГК зосередилися в районі — Дубоссари, Тирасполь, Плоске, Шипка. 28 червня радянські війська отримали завдання — без оголошення війни зайняти Бессарабію і Північну Буковину. О 14:00 війська Червоної армії почали операцію із окупації території Бессарабії.
Після завершення операції з відторгнення Для постійної дислокації в Бессарабії залишалися: 176-та сд у районі Сороки, Флорешти, Бєльці, 15-та мд у районі Бендери, Тирасполь, 9-та кд у районі Леово, Комрат, 25-та сд у районі Кагул, Болград, 51-ша сд у районі Кілія, Стара Сарата, Аккерман та управління 14-го ск і 35-го ск відповідно в Болграді та Кишиневі.

#### Німецько-радянська війна

##### Операція «Барбаросса»
14 червня командувач Одеського військового округу отримав розпорядження на виведення управління 9-ї армії на його польовий пункт управління в Тирасполі
До 04:00 ранку більшість частин 176-ї, 95-ї, 25-ї і 51-ї стрілецьких, а також 9-ї кавалерійської дивізій першого ешелону 35-го і 14-го стрілецьких та 2-го кавалерійського корпусів зайняли визначені позиції на підготовлену в інженерному відношенні оборону уздовж Прута. В середньому на кожну дивізію припадало близько 100 км ділянки кордону. Проміжки між дивізіями прикривалися силами прикордонників.
2 липня 1941 року почався загальний наступ німецько-румунських військ проти радянського Південного фронту.
Румунський кавалерійський корпус з перемінним успіхом розпочав переправу у Північній Бессарабії. Силами двох піхотних дивізій і кавалерійської бригади завдавався удар по позиціях 74-го стрілецького полку 176-ї стрілецької дивізії, що діяла у складі 48-го стрілецького корпусу. За два дні, 2-3 липня німецько-румунські війська (76-та та 22-га піхотні дивізії німецького XI армійського корпусу генерала від інфантерії Йоахима фон Корцфляйша та румунські танкова дивізія та 5-та кавалерійська бригада, а також 239-та піхотна дивізія німецького XXX армійського корпусу генерал-полковника Ганса фон Зальмута) форсували Прут на ділянці Корпачі, Валя Маре і почали розвивати наступ на північний схід. 176-та стрілецька дивізія, відбиваючи натиск противника, до 15:00 3 липня залишила Куконешті, 3айкані, Гілнуці й відійшла на рубіж Бринзені, Пиржота, Яблона. До 5 липня дивізія відступила до району Рекерія.
6 липня передовий загін 1-ї румунської танкової дивізії, долаючи спротив радянських 74-ї та 176-ї стрілецьких дивізій, наполегливо просувалася вперед, разом з німецьким загоном прорвався до річки Дністер. 7 липня основна частина дивізії дійшла в стику між радянськими 9-ю та 18-ю арміями до кордону 1940 року під Могильовом-Подільським. 22-ій німецькій дивізії вдалося навіть захопити залізничний міст через водну перешкоду та створити плацдарм на східному берегу, але потужною контратакою мотострілецького полку 47-ї танкової дивізії плацдарм був ліквідований і німці вибити на протилежний берег.
14 липня румунсько-німецькі війська опанували Стойкани. До 16 липня 176-та дивізія обороняла рубіж Воронково, Креміня, Чирилкеу, Гвоздова. 17 липня частини 48-га ск провели успішний контрудар, але у зв'язку з проривом німців на Бердичівському напрямку та зломом оборони Летичівського УР 18 липня було ухвалено рішення відвести Південний фронт за рубіж річки Дністер.
19 липня німецькі та румунські підрозділи форсували Дністер між Могилів-Подільським та Ямполем і до 21 липня вклинення становило вже 20-25 км у глибину. 2 серпня противник зайняв Балту. Через початок наступу німецького LIV армійського корпусу з плацдарму у Дубосар 176-та стрілецька дивізія потрапила у скрутну ситуацію. Противник загрожував виходом у тил, командування ухвалило рішення залишити укріплення Рибницького УР та відходити на схід.
З 7 серпня дивізія разом з іншими частинами 9-ї армії відходила на нові оборонні рубежі. Формування німецького XXXXVIII моторизованого корпусу прорвалися вздовж р. Інгул до Миколаєва й залишки 9-ї армії виявилися відрізаними супротивником північніше Миколаєва. Вийшовши з оточення, залишки армії продовжили відхід за річку Інгулець, яку подолали 18 серпня.
18 серпня вище командування віддало наказ на відступ 9-ї армії за Дніпро. 176-та та 74-та стрілецькі дивізії переправилися через Дніпро у Берислава. Після переправи через Дніпро дивізія займала оборону по лівому берегу Дніпра.
З ранку 30 серпня після артпідготовки німецькі війська розпочали форсування Дніпра у районі Каховки, яке застало підрозділи 176-ї дивізії в момент передачі своїх позицій 296-ій сд. Німецьким військам вдалося захопити плацдарм, і розвиваючи наступ зайняли частину Каховки. Спроби частин 176-ї і 296-ї сд ліквідувати плацдарм не вдалися.
До 3 вересня німецькі війська розширювали Каховський плацдарм, збільшивши його до 5 км у глибину та до 20 км по фронту. 9 вересня, зосередивши на ньому XXXXIX гірський корпус Кюблера, 11-та німецька армія перейшла в наступ. Внаслідок прориву силами 73-ї, 46-ї піхотних дивізій у районі Нова Кам'янка фронт 9-ї армії виявився прорваним і частини 55-ї і особливо 74-ї стрілецьких дивізій виявилися відрізаними. Зазнаючи великих втрат, війська 9-ї армії почали відходити на проміжний рубіж Нова Торгаївка — Агайман — Отрада, який і зайняли 15 вересня залишки 30-ї, 176-ї, 51-ї і 150-ї стрілецьких дивізій.
У жовтні 176-та стрілецька дивізія була виведена в резерв фронту, її 380-й гаубичний полк був виведений зі складу дивізії 14 жовтня. У листопаді та грудні 176-та зіграла помітну роль в успішному контрнаступі Південного фронту під Ростовом-на-Дону та наступній зимовій кампанії 1941–42 рр.. На початку грудня вона перебувала в безпосередньому підпорядкуванні фронту, але незабаром її передали 12-ій армії того ж фронту, де вона залишалася до березня 1942 року, коли повернулася до фронтового резерву.

##### Операція «Блау»
7 липня німецька 1-ша танкова група та 17-та польова армія групи армій «А» розпочали свою частину літнього наступу за планом операції «Блау» у південній частині європейської Росії та на Кавказькі гори. У цей час 176-та дивізія входила до 12-ї армії Південного фронту. У перші тижні німецького наступу 12-та армія була вибита зі своїх позицій вздовж нижньої течії Дону, і до 25 липня дивізія, яку тепер називають «залишками», допомагала утримувати ділянку завширшки 40 км від Кізитеринки (20 км на південний схід від Ростова) на схід до Беляніна (50 км на південний схід від Ростова), діючи проти німецького III танкового корпусу 1-ї танкової армії. До початку 12 серпня армія була підпорядкована Донській оперативній групі Північно-Кавказького фронту.

##### Битва за Кавказ
Напередодні 23-тя і 3-тя танкові дивізії XXXX танкового корпусу відновили наступ у напрямку Моздока. У цей час 176-та дивізія була в першому ешелоні 9-ї армії, обороняючи рубіж вздовж Тереку від Прохладного на схід повз Моздок. Пізно ввечері 23 серпня німецька 3-тя танкова дивізія вийшла на північний берег Тереку в районі Моздока і за два дні захопила місто. Після тижня затятих боїв 1-ша танкова армія незабаром фактично зупинилася, і радянська оборона почала реорганізовуватися.
У цей час 9-та армія складалася з 176-ї, 151-ї, 389-ї і 417-ї стрілецьких дивізій, 62-ї морської стрілецької бригади і 11-го гвардійського стрілецького корпусу, які продовжували обороняти Терек від Прохладного на схід до південної околиці Моздока і трохи на північний захід від Грозного. Особовий склад 176-ї стрілецької дивізії складався приблизно на 30-40 відсотків з представників різних кавказьких національностей. Дивізія мала завдання не допустити німецькому LII армійському корпусу і 13-й танковій дивізії форсувати річку Терек і наступати на Орджонікідзе. О 02:00 2 вересня LII корпус почав атаку, намагаючись наступати через Терек на позиції 11-го гвардійського корпусу. За два дні важких боїв німецьким військам за підтримки танків 23-ї танкової дивізії вдалося закріпитися на плацдармі завглибшки майже 3 км. 6 вересня змішана бойова група двох танкових дивізій з приблизно 40 танками глибоко врізалася між 9-ю і 8-ю гвардійськими стрілецькими бригадами, але підійшовши до північних передгір'їв Тереку, наразилася на щільний вогонь артилерії, «катюш» і протитанкового вогню, та організовані сильні контратаки радянських військ, що врешті-решт примусило їх тимчасово зупинитися.
22 вересня панцергренадерська дивізія СС «Вікінг» у взаємодії зі 111-ю піхотною дивізією розпочала наступ через гори у напрямку Грозного або Орджонікідзе. Частина 176-ї, разом із 52-ю танковою та 59-ю стрілецькими бригадами та 75-м танковим батальйоном, були зосереджені для контратаки на виявлене в бойових порядках 111-ї німецької дивізії слабке місце в долині Алхан-Чурт. У результаті атака німецьких військ провалилася, обидві німецькі дивізії зазнали значних втрат, особливо від вогню радянських протитанкових засобів.
13 грудня, на знак визнання заслуг у боях проти німецької 1-ї танкової армії під Моздоком і Орджонікідзе дивізія, а також її 300-й артилерійський полк будуть нагороджені орденом Червоного Прапора. Це була незвичайна відзнака на початку війни, особливо для формування дивізійного рівня.
У першій половині грудня 176-ту дивізію перевели з 9-ї армії в безпосереднє командування Північної групи військ. Пізніше її передали до 58-ї армії, яка все ще входила до Північної групи. 11 грудня армія перейшла в наступ, з'єднавшись з 9-ю армією; 176-та стрілецька дивізія була в другому ешелоні. Бої в районі Малгобека були відносно невдалими, поки 13 грудня 176-ту дивізію не ввели в бій
У другій половині грудня 58-ма армія, до складу якої входили 89-та, 176-та, 317-та стрілецькі дивізії, вела безрезультатні запеклі бої, намагаючись прорвати оборону німецьких військ. Уночі з 1 на 2 січня 1943 року дивізія була замінена 155-ю стрілецькою бригадою і почала марш до станції Назрань, що за 26 км на північ від Орджонікідзе.
На початку нового 1943 року дивізія разом з 10-м гвардійським корпусом і 337-ю стрілецькою дивізією була перекинута до 47-ї армії Чорноморської групи військ, яка перебувала на Закавказькому фронті. Згідно з планом операції «Море», затвердженим Ставкою ВГК 8 січня, 47-ма армія у складі чотирьох стрілецьких дивізій і п'яти бригад за підтримки бронетехніки та артилерії мала прорвати румунську оборону в районі Абінської та захопити станицю Кримську, потім захопити порт і місто Новоросійськ, а в подальшому повністю звільнити Таманський півострів від усіх сил Осі. 176-та повинна була приєднатися на другому етапі наступальної операції та посилити 103-ю і 8-у гвардійські стрілецькі бригади для розвитку наступу в загальному напрямку Верхньобаканський. Десантна група з двох посилених морських стрілецьких бригад висадилася в районі Південної Озерейки на захід від Новоросійська і наступаючи на північний схід, увірвалася в місто. Очікувалося, що до кінця 12 січня 176-та і 337-ма дивізії зосередяться в районі Геленджика. Але, у зв'язку із зимовими штормами це не було зроблено до 20 січня.
Оскільки 17-ту німецьку армію було відкинуто до Таманського півострова, 176-у стрілецьку дивізію знову передали, тепер до 18-ї армії Чорноморської групи військ, яка тепер була частиною Північно-Кавказького фронту.

##### Мала земля
До початку квітня більша частина 18-ї армії, включаючи 176-у дивізію, займала створений 4 лютого на південь від Новоросійська плацдарм під назвою Мала земля. Армія під командуванням генерал-лейтенанта К. М. Леселідзе зосередила за підтримки артилерії та танків на плацдармі понад 20 тис. осіб. Він протистояв німецько-румунському V армійському корпусу, командир якого, генерал Вільгельм Вецель, планував новий наступ, щоб знищити плацдарм, що на той час мав приблизно 6 км завширшки та 4,5 км завглибшки та був добре обладнаний в інженерному відношенні. У середині квітня дивізія утримувала центральну ділянку плацдарму, а 51-ша стрілецька бригада знаходилася південніше неї.
Операція «Нептун» почалася 17 квітня. У V корпусі було 28 000 військових, включаючи 4-ту гірську та 125-ту піхотні дивізії та частини трьох румунських дивізій за підтримки загону штурмових гармат StuG III і трьох дивізіонів важкої артилерії. Наступ забезпечувався значною підтримкою з повітря, а Крігсмарине було доручено перекрити лінії постачання радянських військово-морських сил до плацдарму. Основні зусилля 4-ї гірсько-піхотної дивізії зосереджувалися на напрямку гори Мисхако, яка була південним бастіоном плацдарму. Румунським підрозділам відводилася лише допоміжна роль. Операція кілька разів відкладалася через несприятливі погодні умови, які могли б вплинути на підтримку з повітря та артилерійське спостереження, але врешті-решт її було розпочато, щоб випередити неминучі наступні радянські атаки на великий Кубанський плацдарм.
Запеклий опір двох частин Червоної армії обмежив просування німецько-румунських військ не більше ніж на 700 метрів. 20 квітня наступ було відновлено з подальшим вклиненням німців у позиції на плацдармі між 176-ю дивізією та 51-ю бригадою. Цього разу V корпус мав дві батареї штурмових гармат, два батальйони реактивних установок «Небельверфер» і значну підтримку з повітря. Напружені бої тривали по всій смузі оборони радянських формувань. Німецький наступ тривав ще протягом тижня, але подальших успіхів не було здобуто. Ця невдача зробила прибережний фланг 17-ї армії постійним джерелом занепокоєння, поки німецька армія не була остаточно евакуйована з Кубані восени 1943 року.
176-та стрілецька дивізія залишалася на Малій землі як окрема стрілецька дивізія 18-ї армії до вересня. 3 вересня Гітлер нарешті ухвалив рішення про евакуацію кубанського плацдарму; про це не знало командування Північно-Кавказького фронту, яке планувало остаточно звільнити Новоросійськ. Об'єднаний наземний і десантний штурм розпочався вночі 10/11 вересня і бої за місто тривали кілька днів, доки вночі 15/16 вересня воно не було залишено V корпусом, а частини 18-ї армії увійшли вранці, не зустрівши спротиву. 17-та німецька армія завершила евакуацію з Кубані 9 жовтня. Того ж дня 176-та стрілецька дивізія була офіційно перейменована на 129-у гвардійську стрілецьку дивізію.

### 2-гє формування
20 лютого 1944 року на базі 65-ї та 80-ї окремих морських стрілецьких бригад 32-ї армії Карельського фронту була сформована 176-та стрілецька дивізія II формування.
10 червня війська Ленінградського та Карельського фронтів почали наступ. Після серйозних поразок фінська армія почала відновлювати свою рівновагу в останні два тижні липня. 26 липня радянська 32-га армія, силами 176-ї та 289-ї стрілецьких дивізій з обмеженою бронетанковою та артилерійською підтримкою, почала наступ в напрямку Іломантсі в Північній Карелії. Спочатку атака розвивалася успішно, оскільки дві дивізії досягли кордону 1940 року і просунулися до району, де 155-та стрілецька дивізія зупинилася в 1939 році. Фінські підкріплення прибули 28 липня і через три дні розпочали скоординовану контратаку. Вже до 1 серпня вони перерізали єдиний шлях до 176-ї, повернувшись до апробованої за часи Зимової війни тактики. Для прориву до оточених дивізій було виділено три стрілецькі бригади з бронетанковою підтримкою. Хоча це не увінчалося успіхом, але це змусило фінське командування відвернути частку сил настільки, що значний відсоток особового складу підрозділів, що потрапив у оточення, вирвався і втік через густі ліси, кинувши напризволяще при цьому всю свою важку техніку та транспортні засоби. Останні солдати втекли 10 серпня; 4 вересня Фінляндія і СРСР уклали перемир'я.
Станом на початок жовтня три стрілецькі дивізії 32-ї армії були згруповані в 135-й стрілецький корпус і 176-та дивізія перебувала в його складі до середини листопада, коли Карельський фронт був розформований, а дивізія була виведена до резерву армії. Пізніше її включили до 134-го стрілецького корпусу 32-ї армії.
На початку нового 1945 року 176-ту дивізію було введено як окрему стрілецьку дивізію до 31-ї армії 3-го Білоруського фронту. У складі 36-го стрілецького корпусу, 176-та дивізія разом з 173-ю і 352-ю стрілецькими дивізіями, готувалася до вторгнення у Східну Пруссію.
Дивізія брала участь у наступі на Кенігсберг, разом з рештою сил свого корпусу, була передана 5-ій армії. 5 квітня за участь у боях за Мазурське поозер'я дивізії було присвоєне почесне найменування «Мазурська». 26 квітня вона була нагороджена орденом Суворова 2-го ступеня за бої на південний захід від Кенігсберга.
Пізніше, у квітні, вся 31-ша армія була виведена зі складу 3-го Білоруського фронту і передислокована на південний фланг німецько-радянського фронту. В останні три тижні війни 176-та дивізія та її армія перебували під командуванням 1-го Українського фронту, наступаючи до Чехословаччини.

## Командування

### Командири
1-ше формування
- комбриг Аверін Д. В. (вересень — листопад 1939)
- полковник, з 09.11.1941 генерал-майор Марцинкевич В. М. (16 липня 1940 — 18 липня 1942)
- генерал-майор Рубанюк І. А. (19 липня — 13 жовтня 1942)
- полковник Глаголев В. В. (14 жовтня — 19 листопада 1942)
- полковник Бушев С. М., з 09.11.1941 генерал-майор (20 липня 1942 — 9 жовтня 1943)

2-ге формування
- полковник Каверін О. Г. (12 лютого — 18 квітня 1944)
- полковник, з 20.04.45 генерал-майор Золотарьов В. І. (19 квітня 1944 — 11 травня 1945)

### Підпорядкованість
| Час              | Корпус | Армія    | Група армій (округ)                                   | Штаб              |
| ---------------- | ------ | -------- | ----------------------------------------------------- | ----------------- |
| Перше формування |        |          |                                                       |                   |
| 1939             |        |          |                                                       |                   |
| 28 вересня       | 36 ск  |          | Український фронт                                     | Старокостянтинів  |
| 1940             |        |          |                                                       |                   |
| 28 червня        | 37 ск  | 9 А      | Південний фронт                                       | Тирасполь         |
| 1941             |        |          |                                                       |                   |
| 1 червня         | 35 ск  | 9 окр. А | ОдВО                                                  | Бєльці            |
| 22 червня        | 35 ск  | 9 окр. А | Південний фронт                                       | Бєльці            |
| 9 липня          | 48 ск  | 9 окр. А | Південний фронт                                       | Дністер           |
| 1 жовтня         |        | 9 А      | Південний фронт                                       | Ростов-на-Дону    |
| 1 листопада      |        |          | Південний фронт                                       | Краснодонецька    |
| 1942             |        |          |                                                       |                   |
| 1 січня          |        | 12 А     | Південний фронт                                       | Чорнухине         |
| 1 квітня         |        |          | Південний фронт                                       | Новозванівка      |
| 1 травня         |        | 12 А     | Південний фронт                                       | Брянка            |
| 1 серпня         |        | 12 А     | Північно-Кавказький фронт                             | Зерноград         |
| 1 вересня        |        | 9 А      | Північна група військ (Закавказький фронт)            | Малгобек          |
| 1 грудня         |        |          | Північна група військ (Закавказький фронт)            | Вознесенська      |
| 1943             |        |          |                                                       |                   |
| 1 січня          |        | 58 А     | Північна група військ (Закавказький фронт)            | Хурікау           |
| 1 лютого         |        | 47 А     | Чорноморська група військ (Закавказький фронт)        | Назрань           |
| 1 березня        |        | 18 А     | Чорноморська група військ (Північно-Кавказький фронт) | Шапсугська        |
| 1 квітня         |        | 18 А     | Північно-Кавказький фронт                             | Новоросійськ      |
| 1 жовтня         |        | 18 А     | Північно-Кавказький фронт                             | Анапа             |
| Друге формування |        |          |                                                       |                   |
| 1944             |        |          |                                                       |                   |
| лютий            |        | 32 А     | Карельський фронт                                     | Медвеж'єгорськ    |
| 1 вересня        |        | 32 А     | Карельський фронт                                     | Суояврський район |
| 1 жовтня         | 135 ск | 32 А     | Карельський фронт                                     | Іломантсі         |
| 1 грудня         | 134 ск | 32 А     | Резерв Ставки ВГК                                     |                   |
| 1945             |        |          |                                                       |                   |
| 1 січня          |        | 31 А     | 3-й Білоруський фронт                                 | Ґолдап            |
| 1 лютого         | 36 ск  |          | 3-й Білоруський фронт                                 | Кентшин           |
| 1 березня        | 36 ск  | 5 А      | 3-й Білоруський фронт                                 | Пройсіш-Ейлау     |
| 1 квітня         | 36 ск  | 31 А     | 3-й Білоруський фронт                                 | Бранденбург       |
| 1 травня         | 36 ск  | 31 А     | 1-й Український фронт                                 | Легниця           |